# John Wallis
John Wallis (23. listopadu 1616 – 28. října 1703) byl anglický matematik, který se podílel na vývoji infinitezimálního počtu. Mezi roky 1643 a 1689 pracoval jako kryptograf pro parlament Spojeného království a později pro královský dvůr. Také zavedl symbol ∞ pro nekonečno. Byl po něm pojmenován asteroid 31982 Johnwallis.

## Biografie
Narodil se v Ashfordu v Kentu jako třetí z pěti dětí reverenda Johna Wallise a Joanny Chapmanové. Zpočátku studoval na místní ashfordské škole, pak v roce 1625 přestoupil na školu do Tenterdenu.
Protože z něho měl být doktor, v roce 1632 byl poslán na Emmanuel College při univerzitě v Cambridgi. Jeho zájem se ovšem točil okolo matematiky. Získal titul bakalář umění v roce 1637 a MA (Master of Arts) v roce 1640 a poté se stal knězem. Mezi lety 1643 a 1649 pracoval jako písař Westminsterského shromáždění. V roce 1645 se oženil se Susannou Glyde.
Během té doby začal pracovat jako kryptograf. Kryptografie nebyla v té době na moc dobré úrovni; navzdory individuálním úspěchům matematiků, mezi které patřil François Viète, nebyly principy návrhu a analýzy šifer moc dobře pochopeny. Většina cifer závisela na tajném algoritmu namísto proměnlivého klíče. Wallis si uvědomil, že druhá možnost je mnohem bezpečnější.
Když se vrátil do Londýna, připojil se ke skupině vědců, z které se později vyvinula Královská společnost. Konečně se mohl pořádně věnovat matematice a brzy začal psát pojednání na různá témata. V roce 1649 se stal profesorem geometrie na Oxfordské univerzitě, kde žil až do své smrti 28. října 1703.
Mimo matematiku psal i práce o teologii, logice, anglické gramatice a filosofii.

## Příspěvky matematice

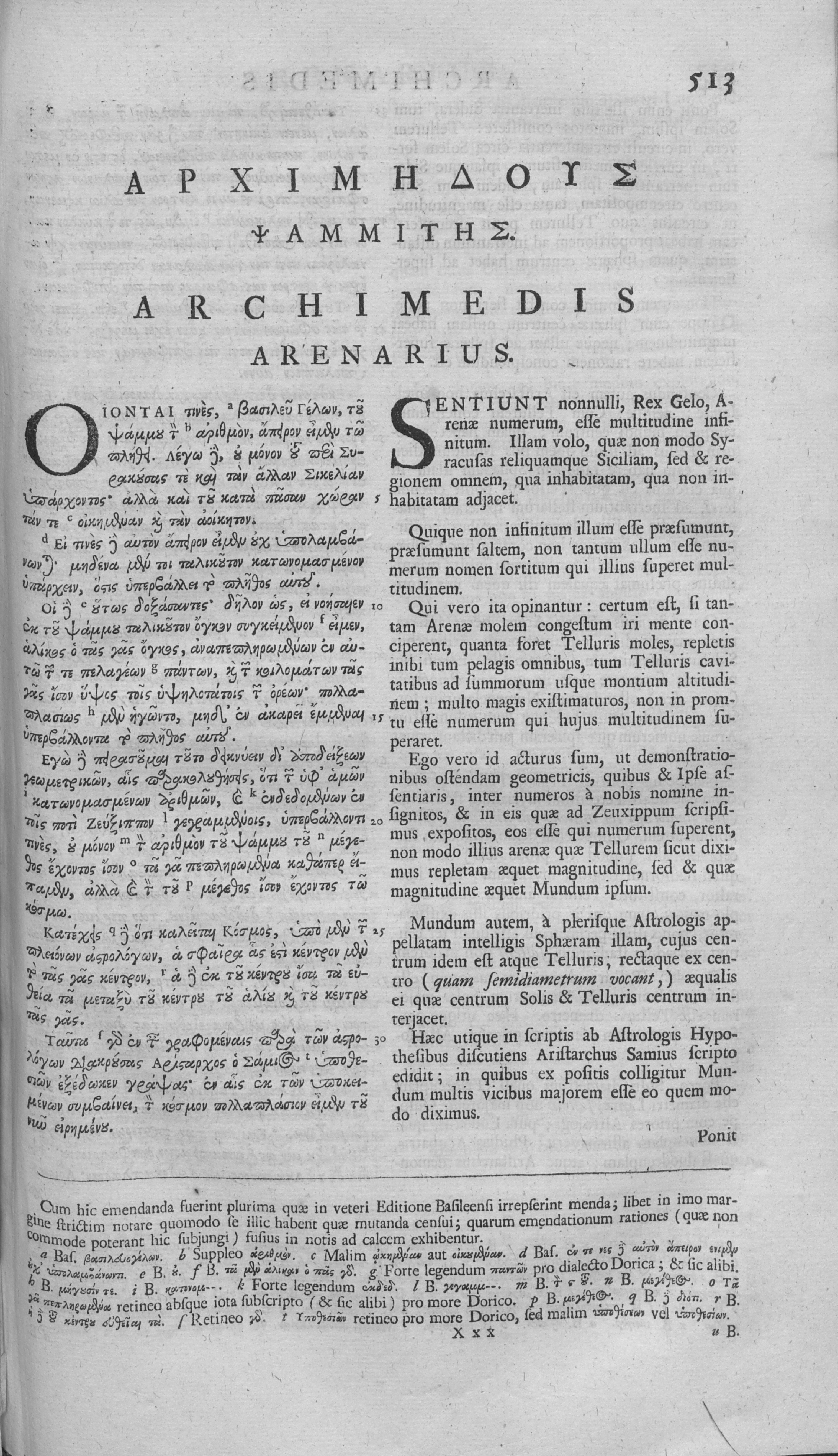
Opera mathematica, 1699

Wallis výrazně přispěl do polí trigonometrie, počtu, geometrie a analýzy nekonečných řad. Ve svém díle Opera Mathematica I (1695) představil pojem "řetězový zlomek".
Jako absurdní odmítal dnes již běžnou myšlenku, že záporné číslo je menší než nic, a místo toho na něj pohlížel jako na něco většího než nekonečno. (Mezi argumenty pro tuto myšlenku patří to, co se děje s podílem {\displaystyle {\frac {1}{x}}}, když se blíží k bodu x = 0 z kladné strany.)

### Analytická geometrie
V roce 1655 vydal pojednání o kuželosečkách, ve kterém jsou definovány analyticky. Byla to první kniha, kdy jsou tyto křivky považovány za křivky druhého stupně.

### Srážky těles
Teorii srážek těles předložila v roce 1668 k přezkoumání matematiky Královská společnost. Správná a podobná řešení, která všechna záležela na tom, čemu se dnes říká zákon zachování hybnosti, poslali Wallis, Christopher Wren a Christiaan Huygens; ale zatímco se Wren a Huygens zabývali pouze pružnou srážkou, Wallis zkoumal i nepružnou srážku.